# 블랙 사바스 (영화)
《블랙 사바스》(이탈리아어: I tre volti della paura→공포의 세 얼굴, 영어: Black Sabbath)는 1963년 개봉한 이탈리아의 앤솔러지 초자연 공포 영화이다. 안톤 체호프와 알렉세이 콘스탄티노비치 톨스토이의 작품을 바탕으로 제작되었다. 마리오 바바가 감독과 공동 각본을 맡았다.

## 줄거리
영화 처음과 끝, 그리고 매 영화 꼭지가 시작되기 전에 배우 보리스 칼로프가 등장해 간단한 소개와 마무리를 한다.

### 전화(Il telefono)
프랑스인 콜걸 로지에게 자신을 옛 포주 프랑크라고 밝히는 괴전화가 걸려온다. 곧 문 밑으로 들어온 봉투 안에는 로지의 증언 때문에 유죄가 입증된 프랑크가 탈옥했다는 신문 기사가 들어있다. 겁에 질린 로지는 절교했던 옛 연인 마리에게 곁으로 와달라고 부탁한다. 프랭크는 재차 연락해 복수의 의지를 표명한다.
영화는 실은 마리가 수화부에 손수건을 대고 프랑크인 척 목소리를 변조했음을 밝힌다. 마리는 로지에게 호신용으로 큰 칼을 준 뒤 로지와 재회하기 위해 자신이 꾸며낸 일이라고 고백하는 편지를 쓰는데, 진짜 프랑크가 침입하여 마리를 로지로 착각하고 목을 조른다. 곧 프랑크는 자신이 오인 살인을 했음을 깨닫고, 로지는 마리가 줬던 칼로 프랑크를 찌른다.

### 흡혈귀(I Wurdulak)
알렉세이 콘스탄티노비치 톨스토이의 프랑스어 중편 고딕 소설 "La Famille du Vourdalak"→부르달라크의 가족에 바탕하였다. 부르달라크(vourdalak, вурдалак)는 알렉산드르 푸시킨의 1833년작 동명 시(вурдалак)에 처음 등장한 신조어로, 슬라브족 민속 전설에 나오며 흡혈을 하는 늑대 인간 볼코라크(волколак)를 가리킨다.
19세기 세르비아. 젊은 귀족 블라디미르는 머리가 없고 가슴에 칼이 박혀 있는 시체를 발견한다. 칼을 뽑아 챙긴 블라디미르는 한 작은 농가에 머물게 된다. 집 주인 조르조는 그 칼이 지난 5일 간 소식이 끊긴 아버지 고르차의 것이라고 밝힌다. 블라디미르는 조르조의 남동생 페타르, 아름다운 여형제 즈덴카, 아내 마리야, 어린 아들 이반을 소개받는다. 이들은 부르달라크인 튀르키예인 산적을 잡으러 간 고르차의 귀환을 기다리고 있다. 부르달라크는 살아있는 시체이며, 특히 가까운 자의 피를 빨아먹는다.
자정에 흐트러진 모습으로 돌아온 고르차는 심술을 부린다. 가족들이 잠자리에 든 뒤 고르차는 이반과 페타르를 공격하더니 이반을 납치한다. 게오르기는 고르차의 뒤를 쫓아갔다가 이반의 시체만 갖고 돌아온다. 조르조는 부르달라크로 변하는 걸 막으려고 페타르의 심장을 찌르고, 이어 이반에게도 똑같이 하려고 하는데 마리야가 경기를 일으키며 반대해 그냥 매장한다.
그 밤에 이반이 집 밖에 나타나 안으로 들여보내 달라고 간청한다. 마리야는 자신을 막아서는 고르차를 찌른 뒤 문을 열고, 고르차가 마리야를 문다. 블라디미르와 즈덴카는 집에서 도망쳐 버려진 수도원에 숨는다. 블라디미르가 잠든 사이 즈덴카는 밖에 나갔다가 가족들에게 둘러싸인다. 깨어난 블라디미르는 즈덴카를 찾다가 집으로 돌아와 침대에 누워 있는 즈덴카를 발견한다. 즈덴카는 자신을 내버려두고 빨리 떠나라고 하지만 블라디미르는 이를 거부하고 즈덴카와 입을 맞추다가 목을 물린다.

### 물방울(La goccia d'acqua)
1910년대 런던. 간호사 헬렌은 사망한 영매의 하녀에게 연락을 받고 영매의 매장을 준비하게 된다. 헬렌은 수의를 입히던 중 사파이어 반지를 발견하자 이를 훔치다가 물잔을 쓰러뜨려 바닥에 물을 쏟는다. 곧 파리가 성가시게 군다. 집으로 돌아오니 다시 파리가 나타나 달려들고, 정전이 되는가 하면, 사방에서 물 떨어지는 소리가 들린다. 헬렌은 침대에 영매의 시체가 누워 있는 걸 발견하고, 영매 시체는 일어나 공중으로 떠올라 헬렌을 공격한다. 헬렌은 용서를 빌다가 스스로 본인 목을 졸라 사망한다. 다음 날 아침 건물 관리인이 헬렌의 시체를 발견하고 경찰에 연락한다. 병리학자는 반지가 껴 있던 자리에서 멍을 찾아낸다. 이 같은 사실을 전달받은 관리인이 두려워하는 가운데 물 떨어지는 소리가 들리기 시작한다.

## 출연진
- 미셸 메르시에 - 로지 역
- 리디아 알폰시 - 마리 역
- 보리스 칼로프 - 고르차 역
- 마크 데이먼 - 블라디미르 역
- 수시 안데르센 - 즈덴카 역
- 글라우코 오노라토 - 조르조 역